# Аллах (приток Бытантая)
Алла́х — река в Эвено-Бытантайском национальном улусе Республики Саха. Левый приток Бытантая.

## Общая информация
Длина реки 24 км. Берёт начало в 4 км к югу от вершины горы Крест в крайней южной части хребта Кулар. От истока течёт на юго-восток, в среднем течении поворачивает на восток. Основное русло реки впадает в один из многочисленных рукавов Бытантая в 23,5 км к югу от посёлка Кустур.
Населённых пунктов в бассейне реки нет.

## Данные водного реестра
По данным государственного водного реестра России относится к Ленскому бассейновому округу, водохозяйственный участок реки — Бытантай, речной подбассейн реки — Яна ниже впадения Адычи. Речной бассейн реки — Яна.
Код водного объекта в государственном водном реестре — 18040300112117700025535.